# Bad Banks

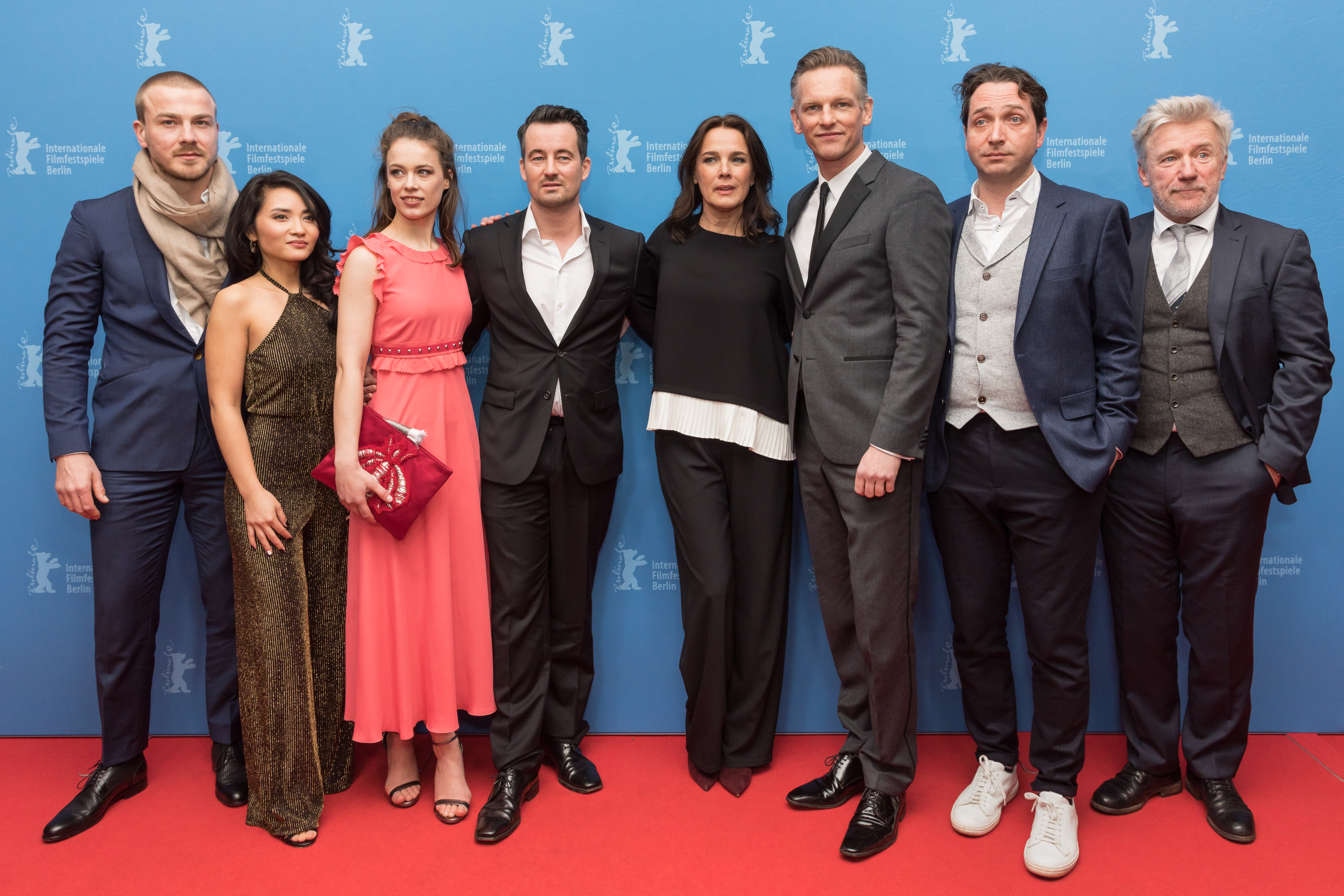
Elenco da série

Bad Banks (pt: Crise ) é uma série de televisão alemã de 2018 criada por Oliver Kienle. É protagonizada por Paula Beer, Barry Atsma e Désirée Nosbusch.

## Elenco
- Paula Beer	...	 Jana Liekam
- Barry Atsma	...	 Gabriel Fenger
- Désirée Nosbusch	...	 Christelle Leblanc
- Albrecht Schuch	...	 Adam Pohl
- Mai Duong Kieu	...	 Thao Hoang
- Marc Limpach	...	 Luc Jacoby
- Germain Wagner	...	 Ties Jacoby
- Jeff Wilbusch	...	 Noah Weisz
- Tobias Moretti	...	 Quirin Sydow
- Jörg Schüttauf	...	 Peter Schultheiß
- Jean-Marc Barr	...	 Robert Khano
- Patrick Dewayne	...	 Liam Atwood

## Transmissão internacional
Em Portugal, Bad Banks é transmitida pela RTP, no Reino Unido vai ao ar pelo Channel 4, a série também é exibida na Austrália pela SBS On Demand. Nos Estados Unidos, a primeira temporada estreou em 30 de abril de 2018 no Hulu.

## Prêmios e indicações
2019: Emmy Internacional
1. Melhor Série Dramática (indicada)

2018: Prêmio Bambi
1. Melhor Atriz (Paula Beer) (venceu')